# Anticlea elegans
Espèce
Classification phylogénétique
Anticlea elegans est une espèce de plantes vivaces de la famille des Liliaceae selon la classification classique, ou de celle des Melanthiaceae selon la classification phylogénétique.
Elle est parfois appelée « zigadène élégant », d'après un nom scientifique synonyme, Zigadenus elegans.
Elle pousse à partir d'un bulbe. On la trouve dans la plus grande partie du Canada entre la Colombie-Britannique et le Nouveau-Brunswick ainsi que dans certaines régions du nord-ouest du pays. La plante contient plusieurs alcaloïdes stéroïdiques dont la zygacine, qui peut empoisonner le bétail et les humains. Elle a empoisonné des moutons et peut-être des bovins. L'ingestion de bulbes peut également provoquer des intoxications. On considère que cette plante est environ 7 fois moins toxique que le zigadène vénéneux (Toxicoscordion venenosum). Les cas d'intoxication sont plus fréquents au début du printemps parce que le zigadène élégant sort souvent de terre avant que les autres types de fourrage soient abondants.

## Synonymes
- Zigadenus elegans Pursh (nom encore accepté par quelques auteurs.)
- Melanthium glaucum Nutt.
- Zigadenus elegans subsp. glaucus (Nutt.) Hultén